# Clifford Shull
Clifford Glenwood Shull (Pittsburgh, 23 september 1915 – Medford (Massachusetts), 31 maart 2001) was een Amerikaans natuurkundige.
Hij deelde in 1994 de Nobelprijs voor Natuurkunde met de Canadees Amerikaan Bertram Brockhouse voor hun pioniersbijdragen aan de ontwikkeling van neutronendiffractietechnieken bij onderzoek aan gecondenseerde materie en voor de ontwikkeling van de techniek van de neutronendiffractie.

## Biografie
Shull was de zoon van David Hiram Shull (1879-1934), winkelier in ijzerwaren, en Daisy Elma Bistline. Hij de jongste van hun drie kinderen. Hij bezocht de Schenley High School in Pittsburgh, ontving in 1937 een bachelordiploma (B.S.) van het Carnegie Institute of Technology en behaalde zijn doctoraat (Ph.D.) in 1941 aan de New York University.
Tijdens de oorlog, van 1941 tot 1946, was hij werkzaam bij The Texas Company (Texaco) te Beacon (New York) gevolgd door een positie bij het Clinton Laboratory (huidige Oak Ridge National Laboratory). In 1955 werd hij benoemd tot hoogleraar bij het Massachusetts Institute of Technology (MIT), een positie die hij tot 1986 behield.
Clifford Shull trouwde in 1941 met Martha-Nuel Summer en had drie zonen: John, Robert en William. Hij overleed in 2001 in het Lawrence Memorial Hospital in Medford na een kort ziekbed.

## Werk
Shull ontwikkelde de basisprincipes van elastische neutronenverstrooiing en construeerde de eerste neutronendiffractometer – een belangrijk instrument om de structuur en dynamica van zowel vaste als vloeistoffen te analyseren. Wanneer een neutronenbundel wordt gericht op een bepaald materiaal dan verstrooien de neutronen door atomen van het materiaalmonster dat wordt onderzocht. Afhankelijk van de richting van de verstrooide neutronen kan een diffractiepatroon van de atoomposities worden verkregen. Waar atomen zich in materialen bevinden en hoe ze op elkaar inwerken is de sleutel tot het begrijpen van de eigenschappen van deze materialen.
Zijn baandoorbrekende onderzoek voerde Shull uit in de jaren 1950 toen hij samen met Ernest Wollan (1902-1984) werkte bij het Oak Ridge National Laboratory. Voor de ontdekking van de techniek van neutronendiffractie werd hij in 1994 onderscheiden met de Nobelprijs voor de Natuurkunde, een prijs die hij deelde met Brockhouse. In 1956 ontving hij van de American Physical Society (APS) de Oliver E. Buckley Condensed Matter Prize.